# 八橋駅
八橋駅（やばせえき）は、鳥取県東伯郡琴浦町大字八橋字下勝見にある西日本旅客鉄道（JR西日本）山陰本線の駅である。

## 歴史
- 1928年（昭和3年）7月4日：鉄道省山陰本線八橋駅（初代、現・浦安駅） - 赤碕駅間に八橋浜仮停車場として新設[1]。季節営業の臨時駅で、旅客営業のみ行っていた。
- 1938年（昭和13年）8月20日：通年営業の駅に格上げ、八橋駅に改称[1]。
- 1968年（昭和43年）6月1日：業務委託駅化（日本交通観光社受託）[2]。
- 1972年（昭和47年）2月10日：荷物扱い廃止[3]、無人駅化[4]。
- 1987年（昭和62年）4月1日：国鉄分割民営化に伴い、西日本旅客鉄道（JR西日本）の駅となる[1]。

## 駅構造
米子方面に向かって右側に単式ホーム1面1線を有する地上駅（停留所）。棒線駅のため、ホームは米子方面行・鳥取方面行用が共用する。駅舎には八橋ふれあいセンターが併設されており、そこからホームへは階段かスロープで上がる。鳥取鉄道部管理の無人駅。ホーム上の待合室の中に自動券売機が設置されている。

## 利用状況
| 1日乗降人員推移 | 1日乗降人員推移 |
| 年度            | 1日平均人数     |
| --------------- | --------------- |
| 2011年          | 152             |
| 2012年          | 150             |
| 2013年          | 170             |
| 2014年          | 194             |
| 2015年          | 170             |
| 2016年          | 166             |
| 2017年          | 146             |
| 2018年          | 142             |
| 2019年          | 124             |
| 2021年          | 100             |

## 駅周辺
- アプト
  - マルイアプト店
  - DAISO 東伯シティアプト店
  - 今井書店アプト店
  - ドラッグストアウェルネス琴浦店
  - ホテル東伯イン
- タイヤショップトレッド鳥取東伯店
- 八橋郵便局
- 八橋城
- 八橋海水浴場
- 琴浦町立八橋小学校
- 鳥取中部ふるさと広域連合琴浦消防署
- 国道9号
- 鳥取県道151号倉吉東伯線
- 鳥取県道213号八橋停車場線
- 鳥取県道267号大栄赤碕線

## 隣の駅
西日本旅客鉄道（JR西日本）
 山陰本線
■快速「とっとりライナー」
通過
■普通
浦安駅 - 八橋駅 - 赤碕駅